# 申宜孫
申 宜孫（シン・ウィソン, Shin Eui-son, 韓国語: 신의손、1960年1月12日 - ）は、ソビエト連邦・タジク・ソビエト社会主義共和国出身の元サッカー選手、サッカー指導者。ポジションはゴールキーパー。帰化前の名前はヴァレリー・コンスタンチノーヴィチ・サリチェフ（Valeri Konstantinovich Sarychev, ロシア語: Валерий Константинович Сарычев）。
Kリーグ時代の2000年までの登録名はシャリチェフ（ハングル: 샤리체프）。
1992年から韓国のクラブでプレーし、2000年に韓国に帰化した。Kリーグ史上最高の外国籍選手の一人といわれる。

## 経歴

### 選手時代
1978年、ソビエト連邦2部リーグに所属する地元のクラブ、CSKAパミール・ドゥシャンベのテストに合格し、そのキャリアをスタートさせた。1981年は兵役で1部リーグのPFC CSKAモスクワに所属したが、5試合の出場に留まった。1982年からはFCトルペド・モスクワに在籍。トルペドでは何年もリザーブチームでのプレーが続いたが、1987年のシーズン終盤、4年ぶりにトップチームに起用された試合で活躍し、チームも最終的にUEFAカップ出場権を獲得した。1991年にはソビエト連邦リーグの最優秀GKに選ばれた。
1992年に韓国・Kリーグの一和天馬に移籍した。一和は1989年のKリーグ加盟初年度以来、毎年リーグ最多失点を喫していたチームだったが、サリチェフが加入した1992年はリーグ最小の失点数（30試合21失点）で、優勝争いにも参加、続く3シーズン（1993年、1994年、1995年）に一和はリーグを3連覇した。1995年にはアジアクラブ選手権に優勝した。サリチェフは1992年から4年連続でKリーグベストイレブンに選出された。
サリチェフの活躍の影響によって、Kリーグでは他のクラブもこぞって外国籍GKを獲得するようになったが、韓国人GKに出場機会を与えるために韓国プロサッカー連盟は外国籍GKに対する制限を1996年より設け始め、1999年には全面的に禁止された。
1999年、安養LGチータースに選手兼コーチとして移籍した。2000年に韓国に帰化し、名前を申宜孫（シン・ウィソン）とした。この名前は、彼のニックネームとしてファンに親しまれていた「神の手」を意味する韓国語と同じ発音である。帰化の際、九里申氏の始祖となった。彼は韓国に帰化した最初の外国籍サッカー選手だった。韓国人になったことで再び試合にも出場可能となると、申宜孫はそのブランクと40歳という年齢を物ともしない活躍を見せ、安養はリーグ最少失点で2000年のKリーグチャンピオンに輝いた。2001年にもリーグ準優勝を収め、2000年と2001年は再びベストイレブンに選出された。2004年8月31日の浦項スティーラース戦で引退した。

### タジキスタン代表
1997年8月24日に韓国で行われた韓国対タジキスタンの親善試合で、タジキスタン代表として1試合に出場した。タジキスタンはパスポートの不備によりメンバーが足りず、急遽、韓国国内でプレーしていたサリチェフとビタリー・パラクヘネビッチの2人のソビエト連邦出身者が招集された。試合は4-1で韓国が勝利した。

### 指導者時代
引退後はKリーグのFCソウルや慶南FCのコーチを歴任。WKリーグの高陽大教ヌンノピWFCを指導する傍ら、2009年にはFIFA U-20ワールドカップで準々決勝に進んだ韓国U-20代表のGKコーチを務めた。

## 所属クラブ
- 1978年 - 1981年  CSKAパミール・ドゥシャンベ
- 1981年  PFC CSKAモスクワ
- 1982年 - 1991年  FCトルペド・モスクワ
- 1992年 - 1998年  一和天馬
- 2000年 - 2004年  安養LGチータース

## タイトル

### チームタイトル
- トルペド・モスクワ
  - USSRカップ
    - 準優勝：1988、1989、1991
- 一和天馬、天安一和天馬
  - Kリーグ
    - 優勝：1993、1994、1995
    - 準優勝：1992

  - FAカップ
    - 優勝：1999
    - 準優勝：1997

  - Kリーグカップ
    - 優勝：1992
    - 準優勝 1995

  - アジアクラブ選手権
    - 優勝：1995-96
    - 準優勝：1996-97

  - アジアスーパーカップ
    - 優勝：1996

  - アフロ・アジアクラブ選手権
    - 優勝：1996
- 安養LGチータース、FCソウル
  - Kリーグ
    - 優勝：2000
    - 準優勝：2001

  - 韓国スーパーカップ
    - 優勝：2001

  - アジアクラブ選手権
    - 準優勝：2002

### 個人タイトル
- ソビエト連邦トップリーグ最優秀GK：1991
- Kリーグベストイレブン：1992、1993、1994、1995、2000、2001

## 指導歴
- 1999年  安養LGチータース GKコーチ
- 2005年  FCソウル コーチ
- 2006年 - 2007年  慶南FC GKコーチ
- 2008年 - 2011年  大教カンガルースWFC/高陽大教ヌンノピWFC（朝鮮語版） シニアコーチ兼GKコーチ
- 2009年  韓国U-20代表 GKコーチ
- 2009年  韓国U-23代表 GKコーチ
- 2012年 - 2015年  釜山アイパーク GKコーチ
- 2016年 - 2017年  利川大教WFC（朝鮮語版） GKコーチ
- 2018年  FC安養 GKコーチ
- 2023年6月 - 2024年  金海市庁FC GKコーチ
- 2023年 -  天安シティFC U-18（天安工業高等学校（朝鮮語版）サッカー部） GKコーチ